# SN 2009gl
SN 2009gl – supernowa typu IIb odkryta 23 czerwca 2009 roku w galaktyce IC 900. W momencie odkrycia miała maksymalną jasność 18,10m.